# Cheilosoria hancockii
Cheilosoria hancockii là một loài thực vật có mạch trong họ Adiantaceae. Loài này được (Baker) Ching & Shing miêu tả khoa học đầu tiên năm 1982.